# City of Penrith
City of Penrith – jeden z 38 samorządów lokalnych wchodzących w skład aglomeracji Sydney, największego zespołu miejskiego Australii. Formalnie stanowi niezależne miasto, położone w zachodniej części aglomeracji. Liczy 172 140 tysięcy mieszkańców (2006) i zajmuje powierzchnię 405 km².
Lokalną władzę ustawodawczą stanowi rada miasta składająca się z piętnastu członków, wybieranych z zastosowaniem ordynacji proporcjonalnej w trzech pięciomandatowych okręgach wyborczych. Radni wyłaniają spośród siebie burmistrza i jego zastępcę, którzy kierują egzekutywą. 

## Galeria

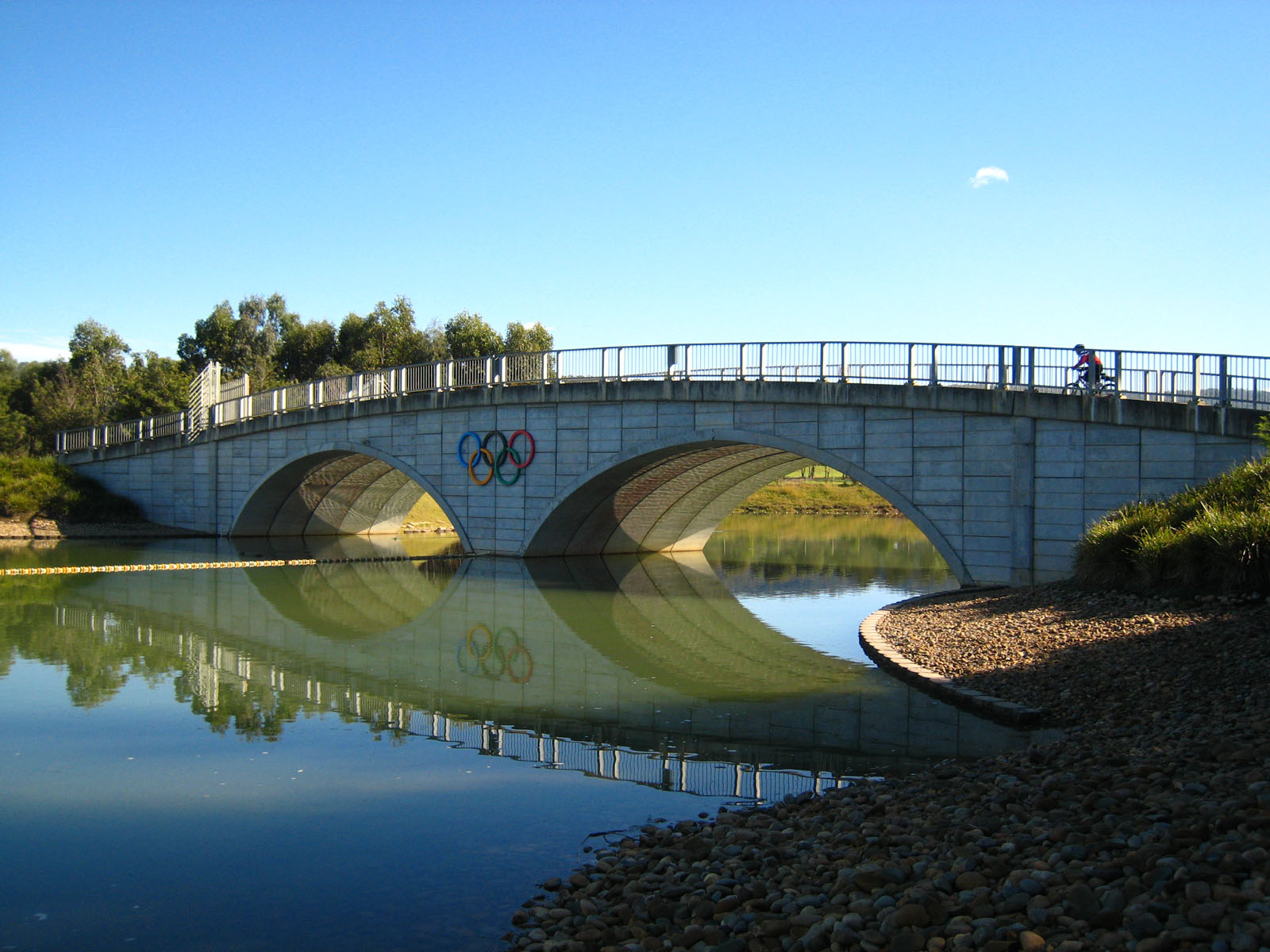
Most w miejscu, gdzie podczas igrzysk olimpijskich w Sydney odbywały się zawody wioślarskie
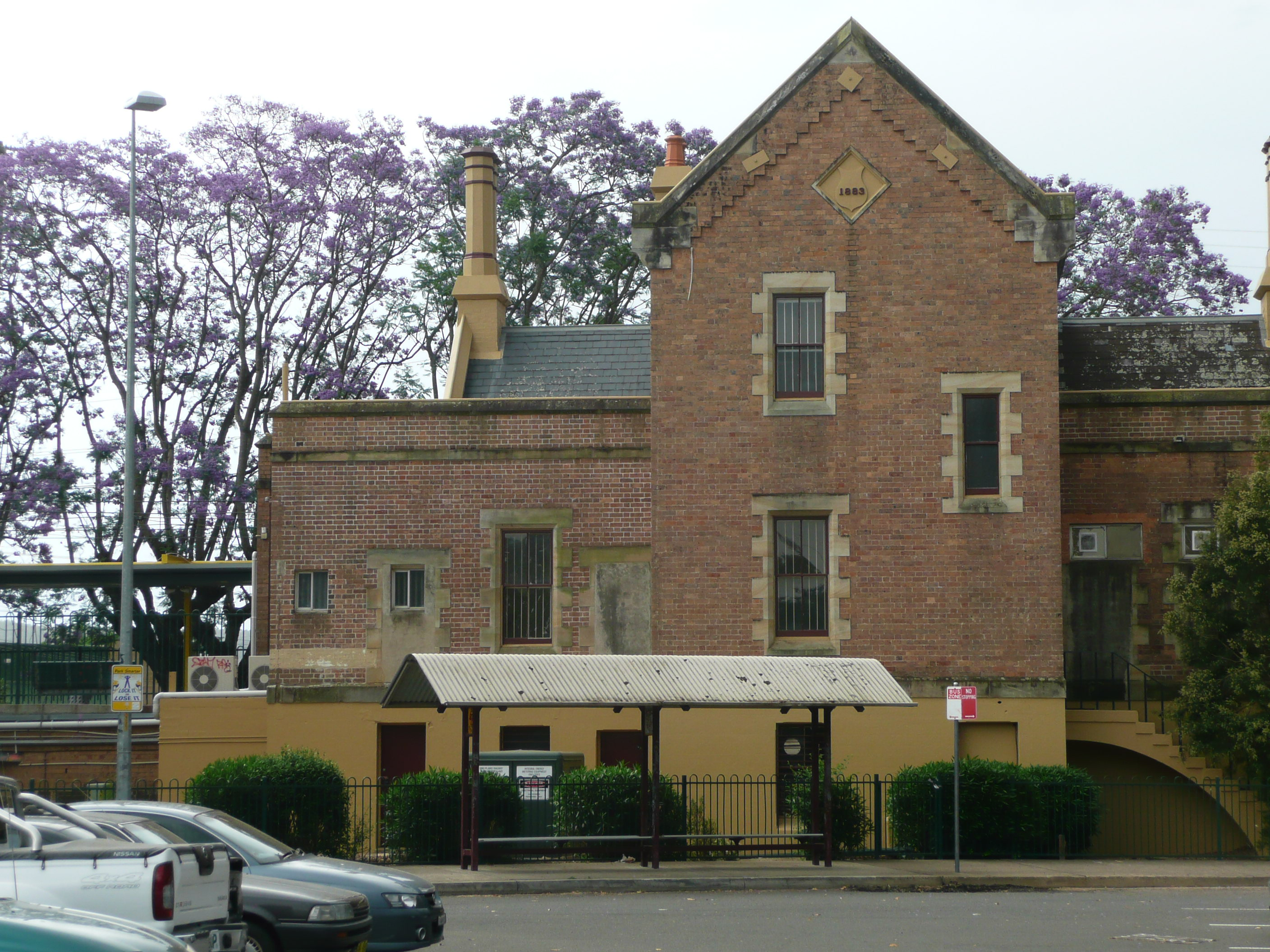
Stacja kolejowa Emu Plains
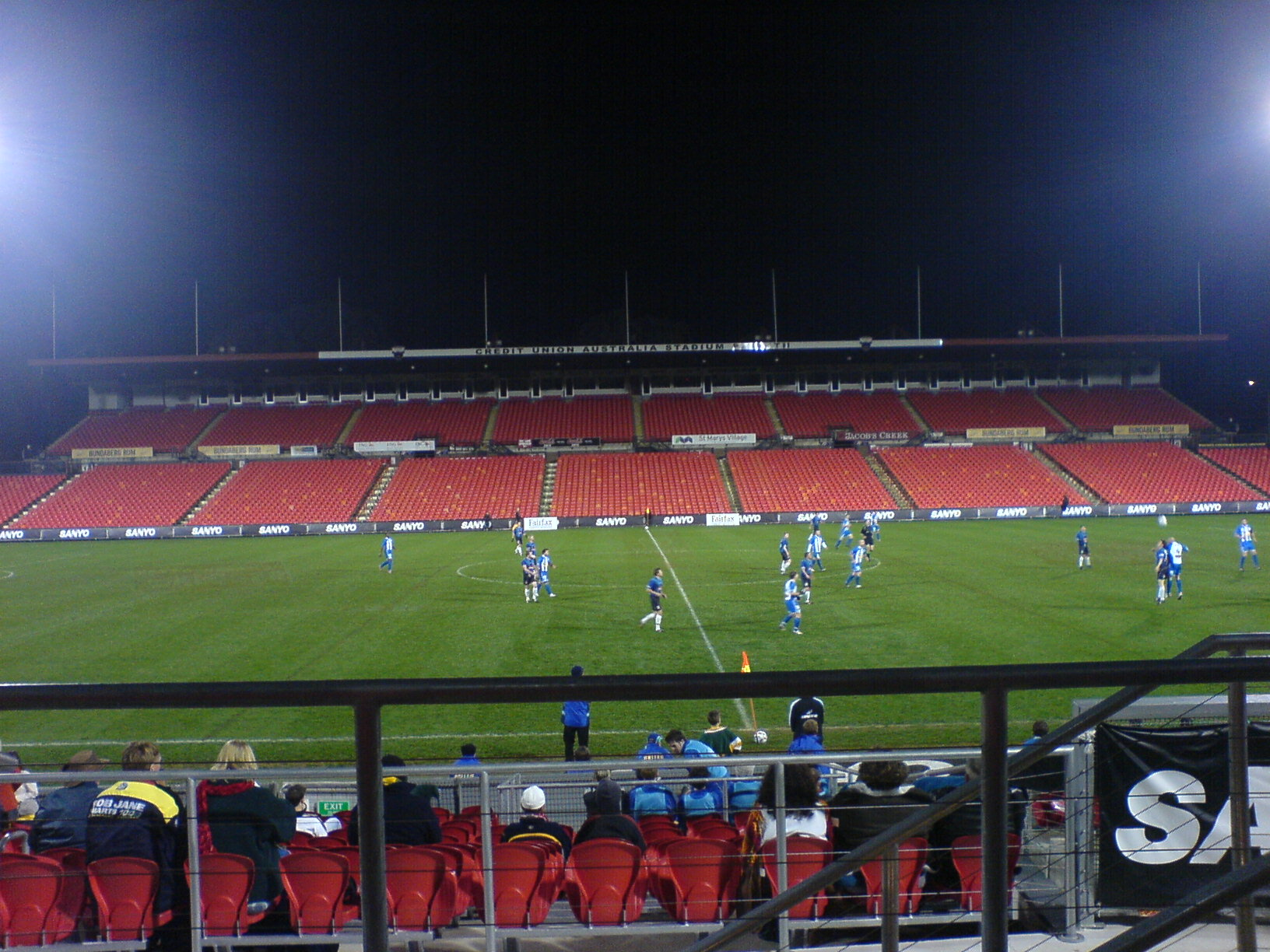
CUA Stadium w trakcie meczu rugby